# Racosperma cretaceum
Racosperma cretaceum là một loài thực vật có hoa trong họ Đậu. Loài này được (Maslin & Whibley) Pedley mô tả khoa học đầu tiên năm 2003.